# Tomasz Barniak
Tomasz Barniak est un céiste polonais pratiquant la course en ligne né le 6 mars 1995 à Węgorzewo.

## Palmarès

### Championnats du monde
- 2017 à Račice (République tchèque)
  -  Médaille d'argent en C-4 1000 m

### Championnats d'Europe
- 2017 à Plovdiv (Bulgarie)
  -  Médaille d'or en C-4 1000 m